# Whitemarsh Island
Whitemarsh Island è un census-designated place (CDP) degli Stati Uniti d'America, nella contea di Chatham.